# Гия-Лопис-да-Лагуна
Гия-Лопис-да-Лагуна (порт. Guia Lopes da Laguna) — муниципалитет в Бразилии, входит в штат Мату-Гросу-ду-Сул. Составная часть мезорегиона Юго-запад штата Мату-Гросу-ду-Сул. Входит в экономико-статистический микрорегион Бодокена. Население составляет 12 555 человек на 2006 год. Занимает площадь 1210,472 км². Плотность населения — 10,4 чел./км².

## История
Город основан 19 марта 1938 года.

## Статистика
- Валовой внутренний продукт на 2003 год составляет 53 641 534,00 реалов (данные: Бразильский институт географии и статистики).
- Валовой внутренний продукт на душу населения на 2003 год составляет 4509,59 реалов (данные: Бразильский институт географии и статистики).
- Индекс развития человеческого потенциала на 2000 год составляет 0,755 (данные: Программа развития ООН).

## География
Климат местности: тропический.